# Нортвілл (округ Саффолк, Нью-Йорк)
Нортвілл (англ. Northville) — переписна місцевість (CDP) в США, в окрузі Саффолк штату Нью-Йорк. Населення — 1566 осіб (2020).

## Географія
Нортвілл розташований за координатами 40°58′32″ пн. ш. 72°37′49″ зх. д. / 40.97556° пн. ш. 72.63028° зх. д. (40.975572, -72.630246).  За даними Бюро перепису населення США в 2010 році переписна місцевість мала площу 19,23 км², з яких 19,18 км² — суходіл та 0,05 км² — водойми.

## Демографія
Згідно з переписом 2010 року, у переписній місцевості мешкало 1340 осіб у 531 домогосподарстві у складі 385 родин. Густота населення становила 70 осіб/км².  Було 772 помешкання (40/км²).
Расовий склад населення:
| - 92,6 % — білих - 1,1 % — чорних або афроамериканців - 0,7 % — азіатів - 0,2 % — корінних американців - 3,7 % — осіб інших рас |

До двох чи більше рас належало 1,6 %. Частка іспаномовних становила 5,8 % від усіх жителів.
За віковим діапазоном населення розподілялося таким чином: 17,8 % — особи молодші 18 років, 60,9 % — особи у віці 18—64 років, 21,3 % — особи у віці 65 років та старші. Медіана віку мешканця становила 49,6 року. На 100 осіб жіночої статі у переписній місцевості припадало 99,4 чоловіків;  на 100 жінок у віці від 18 років та старших — 94,4 чоловіків також старших 18 років.
Середній дохід на одне домашнє господарство  становив 81 687 доларів США (медіана — 68 507), а середній дохід на одну сім'ю — 88 327 доларів (медіана — 72 443). Медіана доходів становила 43 703 долари для чоловіків та 86 426 доларів для жінок. За межею бідності перебувало 5,1 % осіб, у тому числі 0,0 % дітей у віці до 18 років та 14,9 % осіб у віці 65 років та старших.
Цивільне працевлаштоване населення становило 697 осіб. Основні галузі зайнятості: освіта, охорона здоров'я та соціальна допомога — 20,8 %, сільське господарство, лісництво, риболовля — 19,5 %, роздрібна торгівля — 15,9 %, науковці, спеціалісти, менеджери — 13,8 %.